# Любачів (станція)
Любачів (пол. Lubaczów) — проміжна залізнична станція на другорядній одноколійній неелектрифікованій лінії 101 Муніна — Гребенне. Розташована у однойменному місті Любачівського повіту Підкарпатського воєводства Польщі. Відповідно до категорії залізничних вокзалів Польщі належить до місцевого вокзалу. 

## Історія
Станція Любачів відкрита 6 липня 1884 році під час будівництва залізниці Ярослав - Любачів - Рава-Руська-Сокаль. Тоді ж зведено будівлю вокзалу, що існує і понині. 

## Пасажирське сполучення
На станції Любачів  здійснюється лише приміське сполучення. Курсує рейковий автобус
- Ряшів — Горинець (2 пари на день);

Лише на час травневих свят та шкільних канікул призначаються два регіональні потяги:
- Ряшів — Замостя
- Ярослав — Люблін